# Pedro Petrone
Pedro Petrone Schiavone (ur. 11 maja 1905 w Montevideo, zm. 13 grudnia 1964 tamże) – urugwajski piłkarz, który występował na pozycji napastnika. 
W latach 1923–1930 reprezentant Urugwaju. Złoty medalista Mistrzostw Świata 1930, a także Igrzysk Olimpijskich 1924 i 1928 oraz Copa América 1923 i 1924.

## Życiorys

### Kariera klubowe
Petrone był wychowankiem Charley, gdzie rozpoczął swoją karierę, grając jako bramkarz. Po tym, gdy w jednym z ligowych spotkań zastąpił zawodnika z pola i zdobył cztery gole, został przekwalifikowany do gry jako napastnik. W 1924 roku został piłkarzem Nacionalu, gdzie spędził kolejne sześć lat, w trakcie których wygrał jedno mistrzostwo Urugwaju.
W 1931 roku został wytransferowany do włoskiej Fiorentiny, w barwach której został królem strzelców rozgrywek 1931/1932. W 1933 roku, wrócił do Nacionalu, z którym – w pierwszym sezonie po powrocie – zdobył swój drugi tytuł mistrza kraju.

### Kariera reprezentacyjna
W reprezentacji Urugwaju zadebiutował w 1923 roku, podczas tournée kadry po prowincji. Trener de Lucca, wpuścił zawodnika w spotkaniu z Colonia, w trakcie którego zawodnik zdobył pięć goli, szybko zdobywając pozycje w kadrze.
Petrone był mistrzem świata z 1930, dwukrotnym złotym medalistą Igrzysk Olimpijskich (1924 w Paryżu, 1928 w Amsterdamie) oraz czterokrotnym medalistą Copa America (złoty medal w 1923 i 1924 roku, srebrny medal w 1927, brązowy 1929) – dodatkowo na turniejach Copa America w 1923, 1924, 1927 i Igrzyskach Olimpijskich w 1924 roku zostawał królem strzelców rozgrywek.

## Sukcesy
Nacional
- Primera División: 1924, 1933

Urugwaj
- Złoty medal Mistrzostw Świata: 1930
- Złoty medal Igrzysk Olimpijskich: 1924, 1928
- Copa America: 1923, 1924
- Srebrny medal Copa America: 1927
- Brązowy medal Copa America: 1929

Indywidualne
- Król strzelców Copa America: 1923, 1924, 1927
- Król strzelców Igrzysk Olimpijskich: 1924
- Król strzelców Serie A: 1931–32